# Bartoszewice (Groot-Polen)
Bartoszewice is een plaats in het Poolse district  Rawicki, woiwodschap Groot-Polen. De plaats maakt deel uit van de gemeente Jutrosin en telt 140 inwoners.